# Atlantic (Lokomotive)

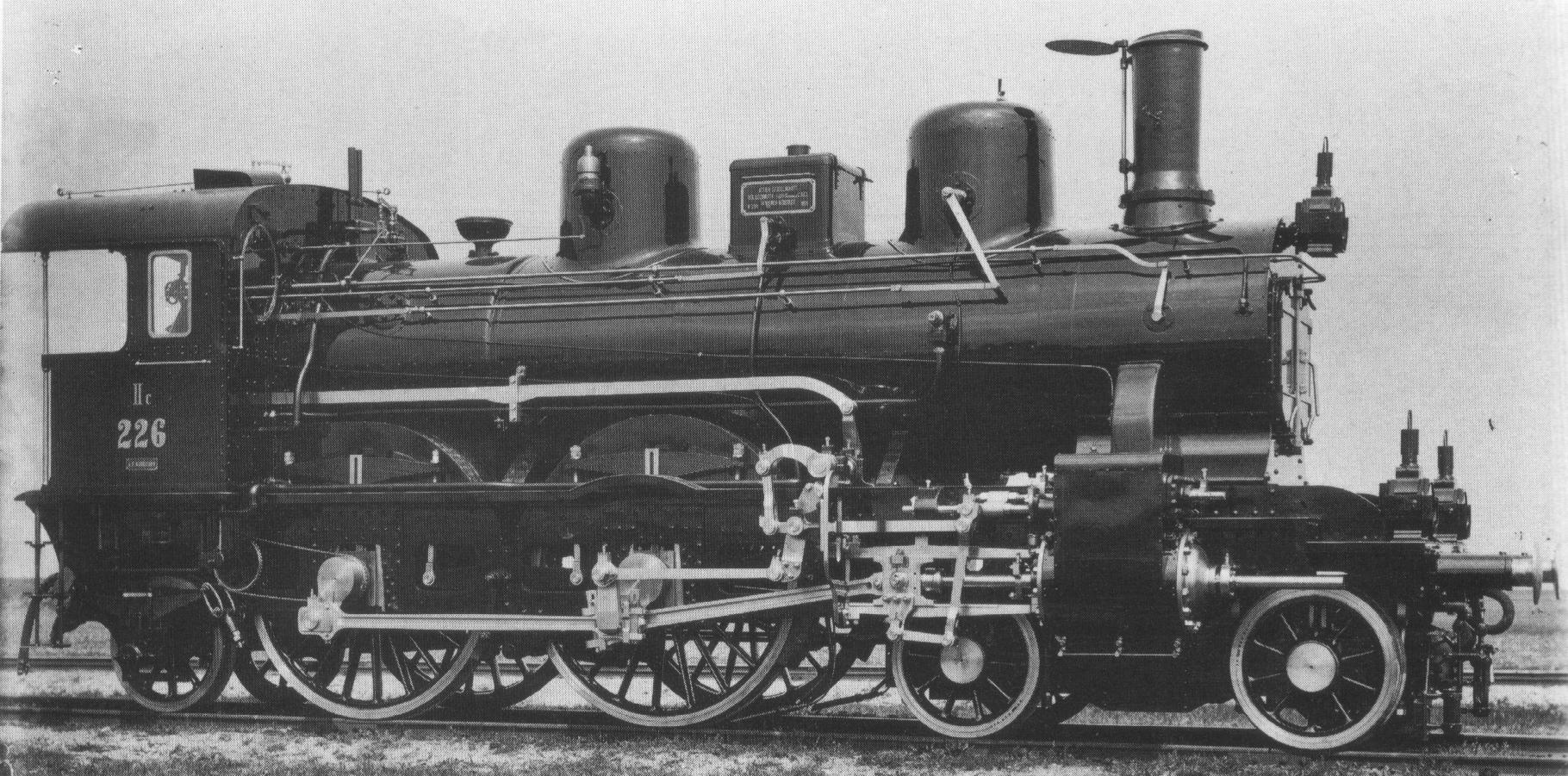
Die erste europäische Atlantic, Reihe IId der österreichischen Kaiser-Ferdinands-Nordbahn (1895)

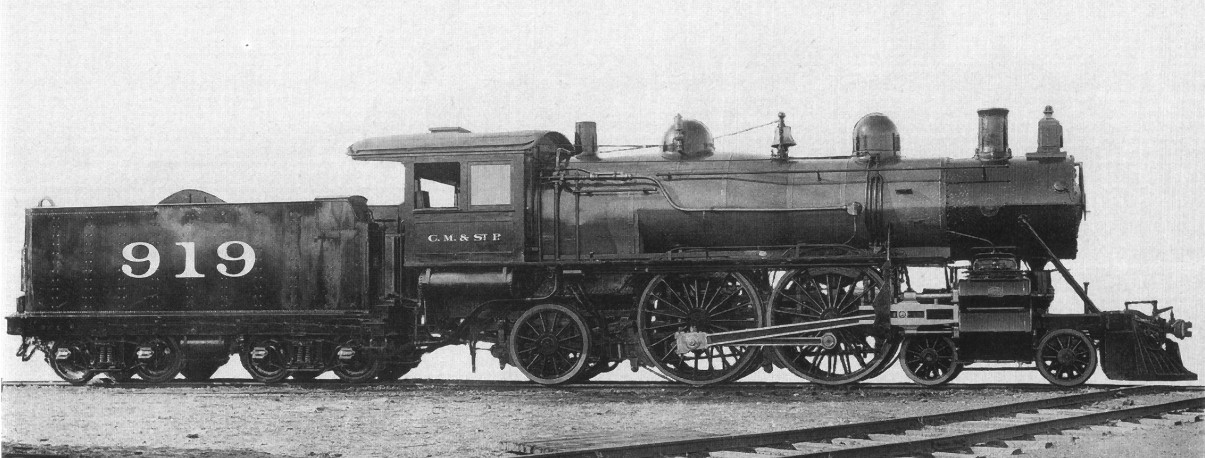
Eine amerikanische Atlantic aus dem Jahr 1901 (Klasse A-2 der Milwaukee Road)

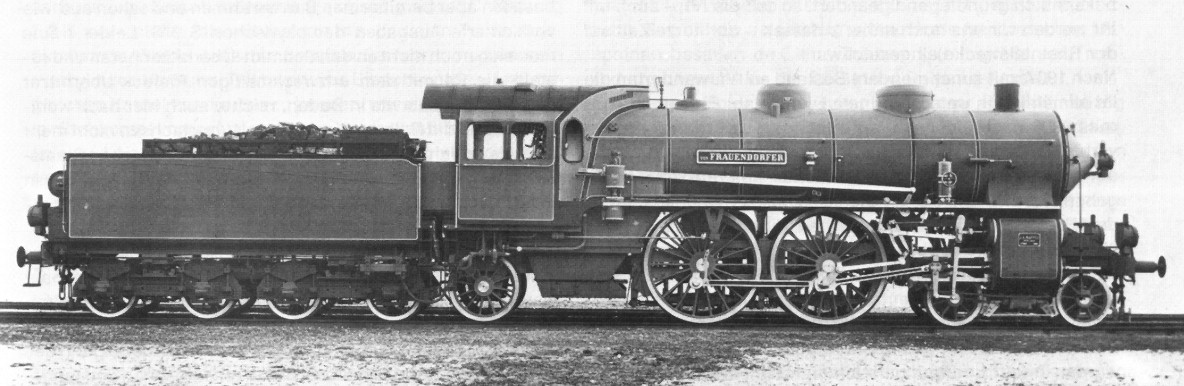
Eine Pfälzische P 4 aus dem Jahr 1905

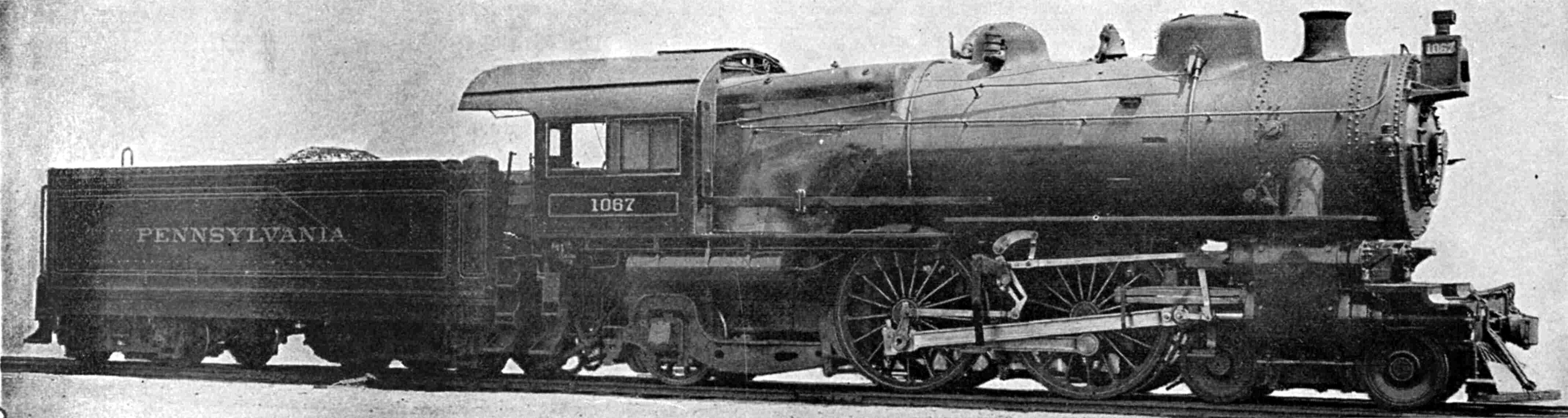
Eine E6s der Pennsylvania Railroad aus dem Jahr 1914

Als Atlantic werden Schlepptender-Dampflokomotiven mit der Achsfolge 4-4-2 nach der Whyte-Notation bezeichnet, die der deutschen Bauartbezeichnung 2’B1 oder 2’B1’ entspricht. Solche Lokomotiven besitzen ein vorauslaufendes Drehgestell, zwei Kuppelachsen und eine Laufachse, die entweder fest im Rahmen oder beweglich gelagert sein kann.

## Geschichte
Ihren Namen hat die Bauart von den fünf im Jahr 1894 an die Atlantic Coast Line Railroad gelieferten Lokomotiven – abgesehen von einer Versuchslokomotive mit Wellrohr-Feuerbüchse die ersten von vorneherein als 2'B1 konzipierten Maschinen. Einige leiten die Bezeichnung jedoch von den beiden 1896 von der Atlantic City Railroad beschafften Maschinen ab.
Schon 1895 erschien mit der Reihe IId der österreichischen k.k. priv. Kaiser Ferdinands-Nordbahn (KFNB) die Atlantic auch in Europa; die Entwicklung war hier unabhängig von der in den USA verlaufen. In Deutschland beschafften als erste Bahngesellschaft ab 1898 die Pfälzischen Eisenbahnen mit der Pfälzischen P 3.I die ersten Atlantics. Außer bei den Pfälzischen Eisenbahnen kamen in der Folgezeit in Deutschland Atlantics auch bei den Badische Staatseisenbahnen, den Bayerischen Staatseisenbahnen, den Preußischen Staatseisenbahnen und den Sächsischen Staatseisenbahnen in den Lokomotivbestand. Von der Deutschen Reichsbahn wurden die meisten Atlantics der Länderbahnen übernommen, soweit sie nicht infolge des Waffenstillstands von Compiègne abgegeben worden waren. Die Reichsbahn ordnete sie in die Baureihe 14 ein, musterte jedoch die meisten bereits bis Ende der 1920er Jahre aus. Lediglich die Sächsische X H1 blieb bis 1932 mit zuletzt zwei Exemplaren im Bestand.
In Großbritannien kam mit der Lokomotive Nr. 990 Henry Oakley der GNR-Klasse C1 die erste Atlantic 1898 auf die Schienen, sie ist als stationäre Museumslokomotive erhalten geblieben. Während in Mitteleuropa die meisten Atlantics schon in der Zwischenkriegszeit oder kurz nach Ende des Zweiten Weltkriegs ausgemustert wurden, hielten sich die letzten Atlantics in Großbritannien bis 1958, als die Lokomotive 32424 Beachy Head der ehemaligen LB&SCR-Klasse H2 als Atlantic von British Railways abgestellt wurde.
Die Atlantic ist eine Übergangsform zwischen der Bauart American (2'B) und der Pacific (2'C1') und ist nur in vergleichsweise geringer Stückzahl gebaut worden, weil die Zugkraft der zwei Kuppelachsen bald nicht mehr ausreichte. In die Zeit der Atlantics fiel der Übergang von aus Holz zu aus Stahl gebauten Eisenbahnwagen, so dass die Züge in kurzer Zeit wesentlich schwerer wurden. In Kontinentaleuropa, wo die zulässigen Achslasten geringer waren als in den USA oder in Großbritannien, verschwanden die meisten Atlantics deswegen schon in den 1920er Jahren.
Weltweit wurden nur 3544 Atlantics gebaut – einschließlich einiger Umbauten aus 2'B, 1'B1' und 2'B2'. 60 % davon liefen in Nordamerika, 12 % in Deutschland. Zwar wurden Atlantics zwischen 1887 und 1939 gebaut, doch die eigentliche Blütezeit dieser Fahrzeuge war wesentlich kürzer. Fast 3000 der Lokomotiven entstanden im ersten Jahrzehnt des 20. Jahrhunderts, und die vier zwischen 1935 und 1937 gebauten Riesen-Atlantics der Klasse A der Milwaukee Road sowie die 1939 in Belgien gebauten, ebenfalls stromlinienförmig verkleideten Atlantics der NMBS/SNCB-Reihe 12, Stromlinienlokomotiven der belgischen Staatsbahn waren Sonderkonstruktionen in einer Zeit, als längst Pacific- und sogar Hudson-Lokomotiven (2'C2') den Schnellzugdienst beherrschten.
Zu den Atlantics gehören einige der schnellsten Dampflokomotiven überhaupt. Gegenüber der Pacific und Hudson hat die Atlantic den Vorteil geringerer Triebwerksmassen, was einen ruhigeren Lauf bei hohen Drehzahlen ermöglichte. Bemerkenswerte Schnellfahrten sind vor allem von amerikanischen Atlantics bekannt geworden; so soll eine Atlantic der Klasse E2 der Pennsylvania Railroad im Jahr 1905 204,5 km/h erreicht haben, ein Wert, der in den USA manchmal als höchste je von einer Dampflokomotive erreichte Geschwindigkeit angegeben wird. Eine Camelback-Atlantic der Philadelphia and Reading Railroad soll 1909 immerhin 193 km/h erreicht haben.
Während diese Geschwindigkeiten – besonders die der E2 – von Fachleuten angezweifelt werden, weil die Lokomotiven rechnerisch nicht die notwendige Leistung hätten aufbringen können, sind die 183 km/h, die eine Atlantic der PRR-Klasse E6s (unteres Bild) 1927 erreicht hat, gut belegt. Die schnellste Atlantic überhaupt war aber sehr wahrscheinlich die bereits erwähnte Klasse A der Milwaukee Road, der Geschwindigkeiten bis zu 209 km/h nachgesagt werden, was der Konstruktion durchaus zuzutrauen ist. Die ebenfalls bereits erwähnte belgische Reihe 12 war mit 165 km/h die schnellste Atlantic außerhalb der USA sowie die schnellste Dampflokomotive Belgiens.